# جون دي أندريا
جون دي أندريا (بالإنجليزية: John De Andrea)‏ هو فنان أمريكي، ولد في 24 نوفمبر 1941 في دنفر في الولايات المتحدة.

## وصلات خارجية
- جون دي أندريا على موقع الموسوعة البريطانية (الإنجليزية)